# 谢绳武
谢绳武（1943年11月22日—），男，浙江上虞人，中华人民共和国学者，中国共产党党员。曾任上海交通大学校长、教授、博士生导师。

## 生平
1960年至1966年就读于上海交通大学工程物理系核反应堆专业。1966年至1970年任上海交大物理教研室助教。1970年至1978年任激光研究室助教、副主任。1978年至1981年在上海交通大学应用物理系光学专业攻读硕士研究生。1981年至1991年任应用物理系讲师、副教授、教授，副系主任、系主任。
1991年至1997年任校上海交通大学党委常委、副校长、研究生院院长（1994年）、博士生导师（1994年）。1997年7月起任上海交通大学校长，中欧国际工商学院董事长，上海市政协常委。2006年11月27日因年龄原因不再担任上海交通大学校长职务。